# Mantis Bug Tracker
Mantis Bug Tracker (MantisBT) — свободно распространяемая система отслеживания ошибок в программных продуктах (bugtracker). Обеспечивает взаимодействие разработчиков с пользователями (тестировщиками). Позволяет пользователям заводить сообщения об ошибках и отслеживать дальнейший процесс работы над ними со стороны разработчиков.
Система имеет гибкие возможности конфигурирования, что позволяет настраивать её не только для работы над программными продуктами, но и в качестве системы учёта заявок для Helpdesk.
Возможна интеграция с wiki-движком для создания документации (DokuWiki).
Система является веб-приложением, поэтому не требует для работы специального ПО на стороне клиента и работает через веб-браузер.
Название Mantis (богомол) происходит от того, что богомол питается жуками (bug).

## Системные требования
Для работы программы требуется:
- веб-сервер (например Apache, IIS и др.)
- поддержка языка PHP
- база данных (например, MySQL)